# Moline (Illinois)
Moline is een plaats (city) in de Amerikaanse staat Illinois, en valt bestuurlijk gezien onder Rock Island County.

## Demografie
Bij de volkstelling in 2000 werd het aantal inwoners vastgesteld op 43.768. In 2006 is het aantal inwoners door het United States Census Bureau geschat op 42.916, een daling van 852 (-1,9%). Een aanzienlijk deel van de bevolking van Moline is van Belgische afkomst. In Moline bevond zich tussen 1850 en 1900, de op een na grootste concentratie van Belgen in de Verenigde Staten.

## Geografie
Volgens het United States Census Bureau beslaat de plaats een oppervlakte van 41,0 km², waarvan 40,4 km² land en 0,6 km² water.
Moline ligt aan de Rock River, een zijrivier van de Mississippi met een lengte van naar schatting 459 kilometer.

## Plaatsen in de nabije omgeving
De onderstaande figuur toont nabijgelegen plaatsen in een straal van 8 km rond Moline.